# Ryj (anatomia)

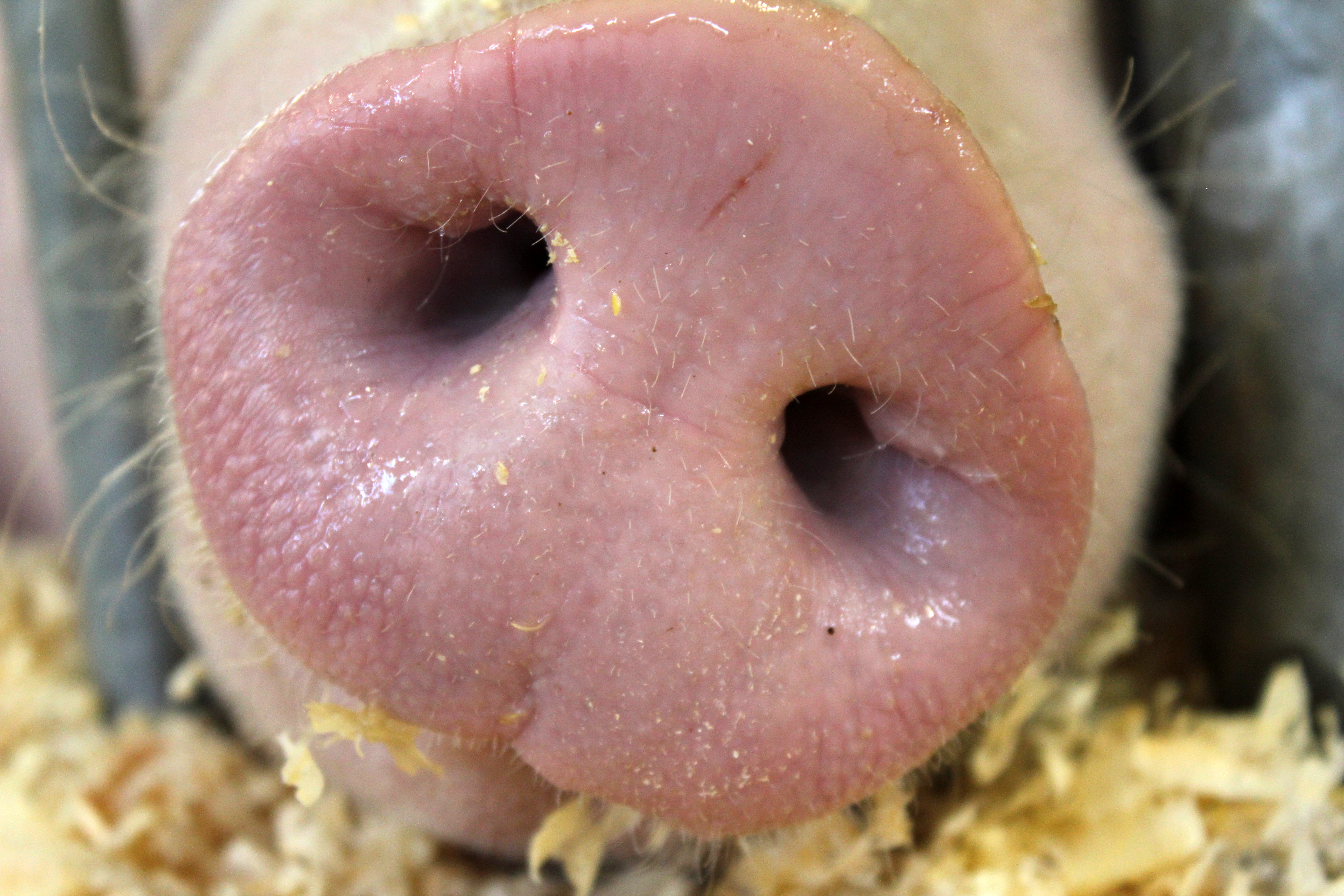
Tarczka ryjowa

Ryj — przednia część głowy świni zakończona okrągłą mięsistą tarczką, w której znajdują się otwory nozdrzy. Służy świniom do wyszukiwania w górnej warstwie gleby różnego rodzaju owadów i larw, żołędzi, buczyny. Tarczka ryjowa jest jedynym miejscem na powierzchni ciała świni, gdzie wydalany jest pot.  
W łowiectwie ryj dzika nazywany jest gwizdem.